# Desa Kedawung (administrativ by i Indonesien, Jawa Tengah, lat -7,19, long 109,19)
Desa Kedawung är en administrativ by i Indonesien.   Den ligger i provinsen Jawa Tengah, i den västra delen av landet, 280 km öster om huvudstaden Jakarta.